# Ministério da Defesa (Dinamarca)
| Ministério da Defesa Forsvarsministeriet |               |
| forsvaret.dk                             |               |
|                                          |               |
| Atual ministro                           | Nick Hækkerup |

O Ministério da Defesa (em dinamarquês: Forsvarsministeriet, FMN) é um ministério do governo dinamarquês. É responsável pelo planeamento global, desenvolvimento e orientação estratégica de toda a área da responsabilidade do ministro da Defesa dinamarquês, incluindo as forças armadas e ao setor de gestão de emergências. É dirigido pelo Ministro da Defesa dinamarquês.